# Ivan Perišić
Ivan Perišić [pɛɾiʃitɕ] (* 2. Februar 1989 in Split, SR Kroatien, SFR Jugoslawien) ist ein kroatischer Fußballspieler.

## Karriere

### Vereine

#### Beginn in Kroatien
Perišić begann seine sportlich aktive Zeit als Fußballspieler in der Jugendabteilung von Hajduk Split.

#### Frankreich und Belgien
2006 wechselte Perišić zum FC Sochaux nach Frankreich. In Sochaux erhielt er nur Spielpraxis in der zweiten Mannschaft in der vierten Liga, ehe er 2009 zum KSV Roeselare ausgeliehen wurde. Dort blieb er für sechs Monate und erzielte in der Pro League in 18 Spielen fünf Tore. Während dieser Zeit absolvierte er unter anderem auch ein Probetraining beim Bundesligisten Hertha BSC, der ihn allerdings nicht verpflichtete. Stattdessen wechselte Perišić im Sommer 2009 zum FC Brügge. Dort avancierte er in der Saison 2010/11 mit 22 Treffern zum treffsichersten Schützen.

#### Deutschland
In der Sommerpause 2011 wechselte Perišić zum amtierenden deutschen Meister Borussia Dortmund, bei dem er einen Fünfjahresvertrag unterzeichnete. Für den Verein gab er am 13. September 2011 im Spiel gegen den FC Arsenal sein Champions-League-Debüt, das er mit dem Tor zum 1:1-Endstand in der 88. Minute krönte. Seinen ersten Bundesligatreffer markierte er am 7. Spieltag im Auswärtsspiel gegen den 1. FSV Mainz 05. Am Ende der Saison 2011/12 gewann Perišić mit Borussia Dortmund das Double aus deutscher Meisterschaft und DFB-Pokal.
Anfang Januar 2013 schloss er sich dem Ligakonkurrenten VfL Wolfsburg an und unterschrieb einen bis 30. Juni 2017 laufenden Vertrag.

#### Italien
Am 30. August 2015 wechselte Perišić in die italienische Serie A zu Inter Mailand und unterschrieb einen bis Juni 2020 laufenden Vertrag. Der Offensivspieler wurde bei Inter, das die Spielzeiten immer im oberen Tabellendrittel abschloss, auf Anhieb zur Stammkraft.

#### Rückkehr nach Deutschland
Kurz vor Beginn der Bundesligasaison 2019/20 wechselte er für ein Jahr auf Leihbasis zum amtierenden deutschen Meister FC Bayern München, der über eine einseitige Kaufoption verfügte. Sein Pflichtspieldebüt gab er am 24. August 2019 (2. Spieltag) beim 3:0-Sieg im Auswärtsspiel gegen den FC Schalke 04 mit Einwechslung für Serge Gnabry in der 57. Minute. Sein erstes Tor gelang ihm am 31. August 2019 (3. Spieltag) beim 6:1-Sieg im Heimspiel gegen den 1. FSV Mainz 05 mit dem Treffer zum 3:1 in der 54. Minute. Der Kroate spielte ausschließlich auf seiner angestammten Position als linker Flügelstürmer, häufig von Beginn an. Serge Gnabry, der auch rechts eingesetzt wurde, wurde ihm einige Male vorgezogen, gegenüber einem anderen Leihspieler, Philippe Coutinho, war er jedoch im Vorteil. Perišić’ ehemaliger Mitspieler Danijel Pranjić stellte lobend fest, dass er beobachtete, dieser habe „innerhalb der Mannschaft nie Probleme“ gemacht und den „gesunden Konkurrenzkampf angenommen“. Die Fachpresse räumte ihm dagegen Vorteile gegenüber seinen jüngeren, fitteren und schnelleren Kollegen ein, indem sie seine „Arbeitsbereitschaft“, sein „Defensivverhalten“ sowie seine „physische Präsenz“ positiv hervorhob.
Am Saisonende gewann der Flügelspieler nach 2012 seine zweite deutsche Meisterschaft und zum dritten Mal den DFB-Pokal. Perišić wurde nach Thomas Kroth, Klaus Allofs und Thorsten Legat zum vierten Spieler in der Wettbewerbsgeschichte, der den DFB-Pokal mit drei verschiedenen Vereinen gewann. Da das Saisonende aufgrund der COVID-19-Pandemie verschoben werden musste, wurde seine Leihe bis zum 31. August verlängert, damit er das Pokalfinale (4. Juli) und die Champions-League-Saison 2019/20 (August) absolvieren konnte. Am 23. August 2020 gewann der Kroate mit den Bayern gegen Paris Saint-Germain die UEFA Champions League und damit das Triple. Anschließend verließ Perišić den FC Bayern München mit seinem Vertragsende.

#### Nach der Leihe wieder bei Inter Mailand
Nachdem der FC Bayern in seinem Bestreben, Perišić fest zu verpflichten erfolglos geblieben war, kehrte der Kroate zur Saison 2020/21 zu Inter zurück, wo er unter Antonio Conte sofort wieder zur ersten Elf gehörte. In der Serie-A-Saison 2020/21 kam Perišić auf neun Scorerpunkte (vier Tore und fünf Vorlagen) und zählte damit zu den Leistungsträgern der Mannschaft, die die erste Meisterschaft seit 2010 gewann. Auch in der darauffolgenden Spielzeit 2021/22 gehörte er mit acht Toren und sieben Vorlagen in 35 Spielen zum Stammpersonal der Nerazzurri. Mit zwei Toren in der Verlängerung des Pokalfinales gegen Juventus Turin (Endstand 4:2)  hatte Perišić zudem maßgeblichen Anteil am Gewinn der Coppa Italia 2021/22. Im selben Jahr gewann er mit Inter auch den italienischen Supercup. Aufgrund von Unklarheiten hinsichtlich einer Vertragsverlängerung wechselte Perišić zur Saison 2022/23 ablösefrei zu Tottenham Hotspur, wo er einen Zweijahresvertrag unterschrieb.

### Nationalmannschaft
Perišić war bereits als Juniorennationalspieler aktiv, ehe er 2011 sein erstes Länderspiel für die A-Nationalmannschaft gegen Georgien bestritt, das mit 0:1 verloren wurde. Danach kam er noch fünfmal für Kroatien in der EM-Qualifikation und in Test-Länderspielen zum Einsatz, in denen er jedoch ohne Torerfolg blieb.
Während der Europameisterschaft 2012 gehörte Perišić in den ersten beiden Gruppenspielen gegen  Irland und Italien der Startelf an und gab eine Torvorlage.
Bei der Europameisterschaft 2016 in Frankreich gehörte er dem kroatischen Aufgebot an und kam in allen vier Begegnungen als Stammspieler zum Einsatz. Gegen Tschechien brachte er seine Mannschaft mit 1:0 in Führung. Im Spiel gegen den Titelverteidiger Spanien, seinem 50. Länderspiel, bereitete er das Tor zum 1:1 vor und erzielte selbst den Siegtreffer zum 2:1. Er erreichte mit den Kroaten als Gruppenerster der Gruppe D das Achtelfinale. Dort schied das Team gegen den späteren Europameister Portugal nach Verlängerung aus dem Wettbewerb aus.
Während der Weltmeisterschaft 2018 in Russland gehörte Perišić dem kroatischen Kader an. Im dritten Gruppenspiel, dem 2:1-Sieg über Island, erzielte er in der letzten Minute der regulären Spielzeit den Siegtreffer. Im Halbfinalspiel, das gegen England mit 2:1 n. V. gewonnen wurde, erzielte er den Ausgleichstreffer und legte in der zweiten Hälfte der Verlängerung den Siegtreffer für Mario Mandžukić auf. Perišić wurde nach dem Spiel zum Man of the Match ernannt; Kroatien zog erstmals in ein WM-Finale ein. Im Finale gegen Frankreich am 15. Juli 2018 erzielte er in der ersten Halbzeit das Tor zum 1:1 für Kroatien, allerdings verloren Perišić und sein Team mit 2:4. Perišič legte während der WM mit 72,5 Kilometern mehr Laufstrecke als jeder andere Spieler zurück.
Bei der Europameisterschaft 2021 gehörte er dem kroatischen Kader an, der im Turnier im Achtelfinale gegen Spanien ausschied. In jenem Spiel stand er dem Kader aufgrund einer Infektion mit SARS-CoV-2 nicht zur Verfügung.

## Titel
International
- Champions-League-Sieger: 2020 (FC Bayern München)

Deutschland
- Meister (2): 2012 (Borussia Dortmund), 2020 (FC Bayern München)
- Pokalsieger (3): 2012 (Borussia Dortmund), 2015 (VfL Wolfsburg), 2020 (FC Bayern München)
- Supercupsieger: 2015 (VfL Wolfsburg)

Italien
- Meister: 2021 (Inter Mailand)
- Pokalsieger: 2022 (Inter Mailand)
- Supercupsieger: 2021 (Inter Mailand)

Niederlande
- Meister: 2025 (PSV Eindhoven)

Individuell
- Torschützenkönig der 1. Division: 2011

## Spielweise
Perišić ist ein Mittelfeldspieler und zeichnet sich auch als Vorbereiter aus. In Brügge gelangen ihm 2010/11 in den 30 Spielen der Jupiler Pro League sowie in den anschließenden zehn Play-off-Begegnungen 22 Tore und 10 Vorlagen.
Perišić kann sowohl auf dem linken, als auch auf dem rechten Flügel oder als Stürmer spielen.

## Sonstiges
Perišić wurde 2012 Vater eines Sohnes und 2014 einer Tochter.
Im Sommer 2017 nahm er an den Swatch Beach Volleyball Major Series im kroatischen Poreč teil.